# Berbegal
Berbegal ist eine spanische Gemeinde in der Provinz Huesca der Autonomen Gemeinschaft Aragonien. Sie liegt in der Comarca Somontano de Barbastro, etwa 50 Kilometer südöstlich von Huesca. Berbegal ist über die Straßen A1216 und A2204 zu erreichen.

## Bevölkerung
| 1900 | 1910 | 1930 | 1940 | 1950 | 1960 | 1970 | 1981 | 1986 | 1992 | 1999 | 2004 |
| ---- | ---- | ---- | ---- | ---- | ---- | ---- | ---- | ---- | ---- | ---- | ---- |
| 1120 | 1079 | 978  | 936  | 875  | 737  | 707  | 589  | 552  | 530  | 474  | 459  |

## Sehenswürdigkeiten
- Romanische Kirche Santa María La Mayor, erbaut im 12. Jahrhundert (Bien de Interés Cultural)
- Ermita de San Gregorio
- Ermita de Santa Águeda
- Ruinen eines ehemaligen Gebäudes des Templerordens
- Waschhaus aus dem 16. Jahrhundert
- Reste der Römerstraße Ilerda-Osca
- Las Coronas, Reste einer iberischen Siedlung

## Gemeindepartnerschaften
- Bielle in Frankreich